# 藤沢市立羽鳥中学校
藤沢市立羽鳥中学校（ふじさわしりつ はとりちゅうがっこう）は、神奈川県藤沢市にある公立中学校。

## 沿革

### 略歴
- 1986年（昭和61年）3月 : 藤沢市立明治中学校の学区の一部を分離するかたちで開校。

### 年表
- 1986年（昭和61年）
  - 4月1日 : 初代校長と職員発令。
  - 4月3日 : 開校式、2年生122名が転入。
  - 4月5日 : 第1回入学式、1年生136名が入学。
  - 8月4日 : プールが完成。
  - 11月11日 : 校章が完成、この日を開校記念日とする。
- 1988年
  - 1月16日 : 校歌を制定した。
  - 3月11日 : 第1回卒業証書授与式、122名。
- 2006年（平成18年）10月1日 : オーストラリアクイーンズランド州ロックハンプトン高校と姉妹校提携した。

## 進学前小学校
- 藤沢市立明治小学校（一部は藤沢市立明治中学校へ）
- 藤沢市立羽鳥小学校（一部は藤沢市立明治中学校へ）

## 姉妹校
- オーストラリアクイーンズランド州ロックハンプトン高校

## 行事
生徒間で行事と呼ばれるものに、次の3つが存在する。ここでは注目点のみ挙げる。
- 体育祭（5月）
  - ブロック対抗リレー
  - 綱引き
  - タイフーン
  - 玉入れ
  - 大玉転がし（一年生）
  - ボックスリレー（二年生）
  - 大縄跳び（三年生）
  - 学年リレー（2024年廃止）
- 文化祭（2024年は合唱祭と同日開催）（9月）
  - 自由研究発表
  - 演劇部発表
  - 吹奏楽部発表
  - ステージパフォーマンス
  - 学年劇（2020年廃止）

文化祭では学年毎に劇を演じる「学年劇」というものが存在した。これは生徒間の交流を手助けする効果があり、そのため「同じ学年だけど名前がわからない」などを防止することができたがコロナによって廃止された。
また、生徒中心の出し物として「ステージパフォーマンス」がある。これは教員側が決める出し物ではなく、有志を集い、集まった人間で出し物を決めて発表する形の出し物である。ダンスが大体を占める。
"生徒中心の出し物"とあるが、生徒間で根強い人気があるのが「ティーチャーズ・バンド」と呼ばれる、教員団で結成されるバンドである。
しかし最近は教員の異動により演奏者が減少する傾向にあるため、結成が困難となって2024年現在は実施されてない。
- 合唱祭（2024年は文化祭と同日開催）（9月）

藤沢市民会館で行われる。　　　　　　　　　　　　　　　　　　　　

## 部活動
部活動は、運動部文化部合わせて14個ある。
- 運動部
  - 男子バレーボール部
  - 女子バレーボール部
  - 男子バスケットボール部
  - 女子バスケットボール部
  - サッカー部
  - 野球部
  - 卓球部
  - 陸上競技部

- 文化部
  - 吹奏楽部
  - 家庭部
  - 美術部
  - 科学部
  - パソコン部
  - 演劇部

## 著名な出身者
- 杉田隼（サッカー選手）
- 森重陽介（サッカー選手）